# Orthosia woodii
Orthosia woodii är en oleanderväxtart som beskrevs av Meve och Liede. Orthosia woodii ingår i släktet Orthosia och familjen oleanderväxter. Inga underarter finns listade i Catalogue of Life.